# Добробит и права животиња у Кини
Добробит и права животиња у Кини тема је све већег интересовања. Права животиња у Кини су по међународним стандардима веома оспорена, а активисти за права животиња осудили су поступање са животињама у земљи. Све више јачају покрети за добробит и права животиња.

## Законодавство
У Кини тренутно не постоје национални закони који изричито забрањују злостављање животиња.    Међутим, светска организација за заштиту животиња наводи да неки закони који штите добробит животиња постоје у одређеним контекстима, посебно онима који се користе у истраживањима и у зоолошким вртовима. 
Це Пинг из Националног народног конгреса је 2006. године представио предлог закона о заштити животиња који би важио на целокупној територији Кине, али тај закон није заживео. 
У септембру 2009. сачињен је први свеобухватни закон о заштити животиња Народне Републике Кине, али није постигао никакав напредак од 2013. године. 
Кина је 2014. године добила Е од могућих оцена А, Б, Ц, Д, Е, Ф, Г на индексу заштите животиња који води светска организација за заштиту животиња. 

## Историја
Неколико традиционалних кинеских погледа на свет наглашавају бригу о животињама, укључујући таоизам и будистичко вегетаријанство.  Таоист Чуанг Це подучавао је о саосећајности према свим живим бићима. 
У новије време, Проф. Петер Ј. Ли сугерише на могућност да су многи у континенталној Кини постали равнодушни према патњи животиња, због кампања Мао Цетунга против буржоаских осјећајња, попут "симпатије према угроженима".  Брига о животињама сматрана је "контрареволуционарном".  Влада Кине је од 1978. наглашавала значај државног раста и развоја као и улагања у производњу како народ не би гладовао, што је влада сматрала важним за политичку стабилност. То је, тврди Ли, довело до мање забринутости за добробит животиња. Међутим, он такође напомиње да су млађе генерације углавном много осетљивије на нехуман третман према животињама.

## Животиње које се користе за храну

### Стока
Сточарство посљедњих година у Кини експоненцијално расте.  До 1992. године Кина је сустигла потрошњу меса у САД-у, а до 2012. потрошња у Кини била је више него двострука у односу на америчку .
2005-2006. многи начини узгоја које је Европска унија покушавала да смањи или у потпуности искорени и даље били увелико примењивани у Кини.  Стока се често превози на велике удаљености и тренутно се не примњује хумано клање.
Готово 3/4 меса које се конзумира у Кини је свињско, а 476 милиона свиња узгајано на фармама у тој држави чини половину светске популације свиња.  Кина производи 37 милиона тона рибе у узгајалиштима - више од 60% укупно у свету. Истраживање из 2016. године показује да би две трећине кинеских купаца платило више за свињетину која је била хумано узгајана, док друго истраживање спроведено од стране светске организације за заштиту животиња указала да би скоро 90% испитаника било спремно да промени своје набавке куповине свињетине и одабрали ону која је била хумано третирана.  

### Контроверзне праксе и инциденти
Током 2008. године, више од 40 активиста за животиње у Пекингу окупило се да протестује против драња и кувања живих мачака у провинцији Гуангдонг .  Чланак из 2010. године који из извора вести Тиекуе и Моп приаказо је фотографије тих пракси. 
Документарни филм Сан Хуа из 2010. године Гуо Ке-а први је приказао кинеску индустрију мачјег меса. 
Сличан третман се у неким крајевима Кине практикује и над псима. Раст публицитета око таквих инцидената, као и то да су кућни љубимци све чешћи, довели су до неодобравања трговине псећим и мачјим месом међу већином анкетираних Кинеза  , при чему су понуда и потражња на тим тржиштима у сталном опадању. . 
Јин јанг риба (која се такође назива мртва и жива риба. Кинески: 陰陽魚, 糖醋活魚 или 呼叫魚) подразумева пржење рибе у дубоком уљу док је још увек жива. Праксу су осудили активисти за права животиња. Многи кувари на Тајвану више не примењују овај начин припреме, а био је популаран у континенталној Кини. 
Неке пијаце хране у Кини продају живе животиње, попут живих шкорпиона. 

## Производња животињских добара

### Жуч медведа
Кина узгаја око 10 000 азијских црних медведа за производњу жучи - индустрија која доприноси отприлике 1,6 милијарди долара годишње.  Медведи се трајно држе у кавезима, а жуч се извлачи из посекотина у њиховом стомаку. У јануару 2013. Фондација за животиње Азије спасила је шест медведа који су били коришћени у тој индустрији. 
Џеки Цен и Јао Минг јавно су се противили узгоју медвједа.   
Преко 1.000 кинеских апотека обавезало се да неће продавати медвеђу жуч, али треба имати у виду да укупан број апотека широм Кине прелази 40.000.  Истраживање путем интернета за 2016. годину показало је да 98% анкетираних Кинеза сматра узгој жучи окрутним, а 90% је рекло да никада неће користити или куповати производ, а 84% подржава потпуну забрану. 

### Крзно
Кина производи највише крзна у целом свету. Др Петер Ли напоменуо је да је било случајева где су животиње одиране живе. 
У новембру 2013. године, ПЕТА је објавила видео снимак живог ангорског зеца на североистоку Кине, коме је одрано крзно. Видео је у року од месец дана добио 200.000 прегледа и навео британске компаније попут Примарка и Топ шопа да зауставе увоз крзна ангорског зеца које долази из Кине. 

## Тестирање на животињама
Кина је 2006. године издала смернице за хумано поступање са лабораторијским животињама. Ове смернице први пут у кинеској формалној политици и прописима спомињу речи "добробити животиња". 
Посебан фокус који Смернице за хумано поступање са лабораторијским животињама имају је на патњу животиња. Смернице захтевају да се бол и страх животиња изазивају што је мање могуће за време експеримента. Лекови за ублажавање бола и анестезија морају се прописати лабораторијским животињама које се подвргавају операцијама. 

## Зоолошки вртови
Према Проф. Петер Ј. Ли, неколико кинеских зоолошких вртова побољшавају услове у којима држе животиње, али многи остају "застарели", имају лоше услове, практикују храњење предатора живим пленом као вид забае за публику, и користе животиње за циркуске наступе.  Сафари паркови хранили су лавове живим овцама и као спектакл за посетиоце. 
Организације попут Фондације за животиње азије често раде са зоолошким вртовима на побољшању станишта за њихове животиње, утицали су и на свест јавности.

## Остала питања права животиња
У Пекингу, продавци продају рибе, корњаче и водоземце као привеске за кључеве и украсе за мобилне телефоне. Ова пракса је осупђена и у Кини и у иностранству.  

## Активизам за права животиња
Идеје добробити животиња и права животиња у већој мери су уведене у континенталну Кину почетком деведесетих. 
Кинески покрет за заштиту животиња расте  посебно међу младима,  у урбаним срединама и на Интернету.  Међународне невладине организације играле су значајну улогу у подстицању покрета за заштиту животиња у Кини, али локалне групе све више преузимају примат. 
Кина је дом 130 милиона паса, углавном кућних љубимаца.  Како Кина постаје богатија, све више људи има кућне љубимце, што повећава противљење суровости према животињама.  У априлу 2012. године, активисти су спасили 505 паса који су упућени на клање.